# Saint-Onen-la-Chapelle
 Saint-Onen-la-Chapelle  es una población y comuna francesa, situada en la región de Bretaña, departamento de Ille y Vilaine, en el distrito de Rennes y cantón de Saint-Méen-le-Grand.

## Demografía
| 832 | 803 | 762 | 667 | 713 | 784 |
| Para los censos de 1962 a 1999 la población legal corresponde a la población sin duplicidades (Fuente: INSEE [Consultar]) |     |     |     |     |     |